# فرانز زافير فون زاك

L'attraction des montagnes, 1814

فرانز زافير فون زاك (بالإنجليزية: Franz Xaver von Zach)‏ (و. 1754 – 1832 م) هو عالم فلك من ألمانيا . ولد في بست . وكان عضواً في الأكاديمية البروسية للعلوم، والأكاديمية الفرنسية للعلوم، والأكاديمية الهنغارية للعلوم، والأكاديمية الأمريكية للفنون والعلوم، والجمعية الملكية، والأكاديمية الملكية السويدية للعلوم، والأكاديمية الروسية للعلوم .
توفي في باريس، عن عمر يناهز 78 عاماً.

## جوائز
حصل على جوائز منها:
- زميل في الجمعية الملكية.